# Allocrangonyx hubrichti
Allocrangonyx hubrichti е вид ракообразно от семейство Allocrangonyctidae. Видът е световно застрашен, със статут Уязвим.

## Разпространение
Разпространен е в САЩ.